# Sínodo para la Amazonia
El Sínodo de los Obispos para la región Pan-Amazónica (comúnmente conocido como Sinodo para la Amazonía) se reunió en Roma del 6 al 27 de octubre de 2019. El 15 de octubre de 2017 el Papa Francisco anunció que trabajaría "para identificar nuevos caminos para la evangelización del pueblo de Dios en esa región", específicamente los pueblos indígenas que "a menudo son olvidados y sin la perspectiva de un futuro sereno".
Los obstáculos para la evangelización que estaban detrás de la convocatoria incluían el terreno agreste que dificulta llegar a los sitios donde viven las poblaciones nativas, la gran variedad de idiomas que se hablan, la resistencia de los terratenientes y los intereses comerciales. La cuenca del Amazonas, según un informe del Vaticano, cubre unos 6,000,000  km 2, con una población de 2.8 millones divididos entre 400 tribus que "hablan unos 240 idiomas pertenecientes a 49 familias lingüísticas". El Sínodo define la región para incluir la totalidad o partes de Bolivia, Brasil, Colombia, Ecuador, Guayana Francesa, Guyana, Perú, Venezuela y Surinam, en general países donde la mayoría de la población es católica.

## Antecedentes
Ya en 1912, en la encíclica Lacrimabili statu, el Papa Pío X denunció a los propietarios de las plantaciones de caucho en Perú por maltratar a la población nativa y condenó a los misioneros capuchinos por no protegerlos. El Papa Juan Pablo II convocó sínodos similares para los Países Bajos en 1980 y para el Líbano en 1995.
Al visitar Brasil en julio de 2013 con motivo de la celebración de la XXVIII Jornada Mundial de la Juventud, el Papa Francisco dijo: "La presencia de la Iglesia en la cuenca del Amazonas no es la de alguien con las maletas empacadas y listas para partir después de haber explotado todo lo posible. La Iglesia ha estado presente en la cuenca del Amazonas desde el principio, con sus misioneros, congregaciones religiosas, sacerdotes, laicos y obispos, y todavía está presente y es crítica para el futuro del área". La encíclica del papa Francisco, Laudato si ' (2015), se centró en la necesidad de defender a los pobres y su entorno natural.
Desde marzo de 2015, la Red Eclesial Pan-Amazónica (REPAM) ha coordinado el trabajo de la Iglesia Católica en la región amazónica, organizando el trabajo de sacerdotes y misioneros, con representantes nacionales de Caritas y defensores laicos para proteger a los pueblos indígenas de la Amazonía y los recursos naturales de la región de la amenaza de la explotación. El arzobispo Salvador Pineiro García-Calderón de Ayacucho, presidente de la Conferencia Episcopal Peruana, informó que el Papa Francisco propuso un sínodo dedicado a la región amazónica en una reunión con los obispos del Perú en mayo de 2017. Lo mencionó a los obispos de Ecuador en septiembre de 2017.
Francisco visitó Perú el 19 de enero de 2018 y fue recibido por 4.000 miembros de las comunidades indígenas de la selva amazónica. Dijo que la gente de la Amazonía estaba amenazada más que nunca y cuestionó las políticas conservacionistas que afectan la selva tropical peruana. En Puerto Maldonado, pidió que las comunidades indígenas sean reconocidas como socios en lugar de como minorías. Dijo que "todos los esfuerzos que hagamos para recuperar la vida de los pueblos de la Amazonía siempre serán muy pocos". Llamó al pueblo peruano a poner fin a las prácticas que degradan a las mujeres y criticó la esterilización de las mujeres indígenas.
El 9 de agosto de 2019, el Papa Francisco anunció que el Sínodo denunciaría el aislacionismo y el populismo, que "conducen a la guerra". El Papa también afirmó que "la globalización y la unidad no deben concebirse como una esfera, sino como un poliedro: cada pueblo conserva su identidad en unidad con los demás". Anteriormente también señaló la importancia de un mercado globalizado en el documento de trabajo. El Papa Francisco anunció que la ordenación de sacerdotes casados "absolutamente no" sería uno de los temas principales que se discutirán en el Sínodo y que era "simplemente un número del Instrumentum Laboris".

## Documentos de trabajo
Un documento preparatorio publicado en junio de 2018 identificó los temas clave del Sínodo como el papel de la mujer en la Iglesia, los derechos y tradiciones de los pueblos indígenas, y la necesidad de proporcionar un mayor acceso a la Eucaristía. En las reuniones preliminares, entre los asuntos que se incluyeron para la consideración del Sínodo hubo la ordenación de hombres casados y una modificación de los requisitos eucarísticos. La región se enfrenta una escasez de sacerdotes capaces de servir a poblaciones rurales remotas. En enero de 2019, el Papa Francisco expresó simpatía por la ordenación de hombres casados como sacerdotes en las islas del Pacífico: "Es algo en lo que pensar cuando hay una necesidad pastoral". Dado que el pan a base de trigo que normalmente se usa para la Eucaristía no es adecuado para la humedad del Amazonas, el Sínodo debatió permitir el uso del pan a base de yuca de la región. En mayo de 2019, el cardenal Cláudio Hummes puso la escasez de sacerdotes en el contexto de la inculturación. Dijo que la Amazonía necesitaba su propia Iglesia con "una cara amazónica y también una cara indígena" en lugar de "una Iglesia europea trasplantada en la Amazonía". Se preguntó: "¿Cómo podemos pensar en una iglesia indígena para los indígenas si no hay clero indígena?" 
El 4 de mayo de 2019, Francisco designó a Hummes como Relator General del Sínodo y nombró a dos Secretarios Especiales: el Obispo David Martínez De Aguirre Guinea, vicario apostólico de Puerto Maldonado, Perú, y el Padre Michael Czerny, subsecretario de la Sección de Migrantes y Refugiados del Dicasterio para la promoción del desarrollo humano integral.  
El documento de trabajo del Sínodo (instrumentum laboris), titulado "Amazonia, nuevos caminos para la Iglesia y para una ecología integral", se publicó el 17 de junio de 2019. Los temas que generaron más espectación del instrumentum laboris fueron la ordenación de los hombres casados, el papel de las mujeres en la Iglesia y las preocupaciones ambientales.
El documento de trabajo atrajo reacciones polarizadas. Según el cardenal Pedro Barreto Jimeno, la agenda presentada "expresa en gran medida los sentimientos y deseos de muchos representantes del pueblo amazónico". Sin embargo, el cardenal Walter Brandmüller calificó el documento como "herético" porque, en su opinión, contradecía la "enseñanza vinculante de la Iglesia en puntos decisivos". El cardenal Gerhard Müller, ex prefecto de la Congregación para la Doctrina de la Fe, fue en la misma dirección, afirmando que el documento de trabajo contenía "falsas enseñanzas" sobre la revelación de Dios. Müller agregó que "ningún Papa, sínodo o consejo podría hacer posible la ordenación de mujeres como obispo, sacerdote o diácono". El cardenal Burke y el obispo Athanasius Schneider anunciaron una campaña de 40 días de oración por el ayuno para garantizar que "el error y la herejía no perviertan el Sínodo inminente". El cardenal venezolano Urosa describió el instrumentum laboris como "bastante bueno" en ecología pero dijo que sufría de "muchos fracasos" en eclesiología y cuestiones misioneras. El cardenal Sarah, prefecto de la Congregación para el Culto Divino, dijo que temía "que algunos occidentales confiscaran esta asamblea para avanzar sus proyectos [...] pensando en particular en la ordenación de hombres casados, la creación de ministerios de mujeres o dando jurisdicción a los laicos". Según Sarah, esos puntos se refieren a la Iglesia universal y, por lo tanto, "no pueden discutirse en un sínodo particular y local".
El arzobispo Sviatoslav Shevchuk, jefe de la Iglesia greco-católica ucraniana, sugirió que aquellos que pidieran el matrimonio de los sacerdotes para superar la escasez de sacerdotes en la Iglesia latina debían "proceder con precaución" ya que permitir que los hombres casados sean ordenados no resuelve la escasez en su Iglesia, especialmente en los Estados Unidos y el Canadá. Dijo: "No busquen soluciones fáciles a problemas difíciles".

## Documento final
El 26 de octubre de 2019, en una votación con 128 a favor y 41 en contra, el Sínodo propuso que los hombres casados que son diáconos permanentes sean ordenados sacerdotes en la región amazónica, "en situaciones extremas y con condiciones".
Otra propuesta, en una votación con 137 a favor y 30 en contra, recomendó continuar estudiando la posibilidad de ordenar mujeres como diáconos.

## Desaprobación contra el sínodo
El día 3 de septiembre del año 2020 el papa Francisco desaprueba el párrafo 11 del documento final del sínodo donde se permitía los sacerdotes casados. Este texto fue aprobado por los obispos en el documento final del Sínodo para la Amazonía.
Para rechazar el párrafo 11 del documento final el papa Francisco escribió la siguiente frase:      

«Hubo una discusión ... una discusión rica ... una discusión bien fundada, pero sin discernimiento, que es algo más que llegar un consentimiento bueno y justificado o mayorías relativas ". Y continúa: «Debemos entender que el Sínodo es más que un Parlamento; y en este caso específico no pudo escapar a esta dinámica. Sobre este tema era un Parlamento rico, productivo e incluso necesario; pero no más que eso. Para mí esto fue decisivo en el discernimiento final, cuando pensé en cómo hacer la Exhortación ».
( viri probati).